# سيسترن (تكساس)
سيسترن (بالإنجليزية: Cistern, Texas)‏ هي unincorporated community of the United States of America تقع في الولايات المتحدة في مقاطعة فاييت (تكساس). يقدر عدد سكانها بـ 75 نسمة وترتفع عن سطح البحر 142 متر.